# Justin Cartwright
Justin Cartwright, född 20 maj  1943 i Cape Town i Sydafrika, död 3 december 2018, var en brittisk författare.
Cartwright föddes i Sydafrika där hans far var redaktör för The Rand Daily Mail. Han har studerat i Sydafrika, USA och vid Trinity College, Oxford. Cartwright har arbetat med reklam och har regisserat dokumentärer och TV-reklam. Han bodde i London med fru och två barn. 
Look At It This Way filmatiserades i tre delar av BBC 1992, med bland annat skådespelaren Kristin Scott Thomas; Cartwright skrev filmmanus.

### Utgivet på svenska
- Kontrakt med döden 1979

## Priser och utmärkelser
- Hawthornden Prize 2005 för The Promise of Happiness